# Najbolje godine naših života
Najbolje godine naših života (eng. The Best Years of Our Lives) je drama  Williama Wylera iz 1946. o trojici ratnih veterana koji se nastoje skrasiti nakon povratka iz  Drugog svjetskog rata.
Samuel Goldwyn je bio motiviran producirati film nakon što je njegova supruga Frances 7. kolovoza 1944. u Timeu pročitala članak o povratku ratnih veterana i njihovim teškoćama. Goldwyn je angažirao MacKinlayja Kantora da napiše priču koja je prvo objavljena kao knjiga, Glory for Me. Robert Sherwood zatim je napisao scenarij. Uz redatelja Wylera, snimatelj je bio Gregg Toland, koji je radio i na  Građaninu Kaneu.
U glumačkoj zvjezdanoj postavi našli su se Fredric March, Myrna Loy, Dana Andrews, Teresa Wright, Virginia Mayo i Hoagy Carmichael. U filmu je nastupio i Harold Russell koji je izgubio obje ruke u nesreći tijekom obuke. Film je osvojio sedam Oscara.

## Radnja
Nakon  Drugog svjetskog rata, demobilizirani vojnici Fred Derry (Dana Andrews), Homer Parrish (Harold Russell) i Al Stephenson (Fredric March) se upoznaju dok stopiraju na putu kući u Boone City, tipični gradić sa Srednjeg Zapada. Fred je bio satnik u zračnim snagama i bombarder u Europi. Homer je bio u mornarici i izgubio obje ruke od opeklina kad su pogodili njegov brod. Al je služio kao pješadijski narednik na Pacifiku.
Al je prije rata bio bankovni službenik u Boone Cityju. Iako je zreo stariji čovjek koji ima obitelj, suprugu Milly (Myrna Loy), odraslu kćer Peggy (Teresa Wright) i sina Roya, teško se navikava na civilni život, baš kao i dvojica njegovih slučajnih suputnika. Banka, u nadi da će povećati broj zahtjeva za zajmove ratnim veteranima, promovira Ala u potpredsjednika i daje mu u ruke mali odjel za kredite zbog njegova ratnog iskustva. Nakon što odobri riskantan zajam jednom veteranu, Alov šef g. Milton (Ray Collins) mu kaže da se ne kocka sa zajmovima bez jamstva. Na svojoj večeri u čast dobrodošlice, Al održi buran, pomalo pijan govor, objavivši da će ljudi misliti da se banka kocka s novcem svojih dioničara ako bude po njegovom - "I bit će u pravu, kockat ćemo se s budućnošću ove zemlje!" G. Milton zaplješće njegovim osjećajima, ali Al kasnije primjećuje, "Podržat će me iskreno sve do sljedećeg puta kad pomognem nekom jadniku, a zatim ću se opet morati boriti."
Prije rata, Fred je bio prodavač sokova u ljekarni, a živio je u staćari pokraj željezničke pruge. Ne želi se vratiti starom poslu, ali nema izbora zbog snažne konkurencije svih ratnih veterana i manjka vlastitog radnog iskustva. Fred je na obuci upoznao Marie (Virginia Mayo) i ubrzo je oženio, no manje od mjesec dana kasnije je otišao u rat. Ona je postala konobarica u noćnom klubu, a očito je da ne želi biti udana za prodavača sokova.
Peggy upoznaje i zaljubljuje se u Freda, prezirući u isto vrijeme Marie kad je otkrila kako je sebična i površna. Peggy kaže svojim roditeljima kako namjerava razvrgnuti Fredov i Marien brak. Al prisiljava Freda da prekine svaki kontakt s njegovom kćeri, što prekida prijateljstvo između dvojice muškaraca.
Homer je prije rata bio branič u  američkom nogometu. Prije nego što je u rat, zaručio se s Wilmom (Cathy O'Donnell). Nakon što se vratio, ne želi da ona završi s hendikepiranim čovjekom pa je udaljava od sebe. Njegov stric Butch (Hoagy Carmichael) posjeduje lokal u kojem se glavni junaci nalaze s vremena na vrijeme. Butch savjetuje Homera, ali pazi da ne kaže nećaku što da radi.
Nakon što Fred otkriva kako je njegova žena s drugim čovjekom, ona zatraži razvod. Uzrujan, on izgubi posao nakon što je udario mušteriju koji je izrazio simpatiju za Sile Osovine. Fred odlučuje napustiti grad, a dok hoda prema aerodromu, ubijajući vrijeme, nalijeće na golemi otpad sa starim avionima. Penje se na bombarder B-17 i oživljava uspomene. Iz razmišljanja ga prene šef ekipe koja je zadužena za vađenje aluminija iz aviona. Fred upita može li dobiti posao i dobiva ga.
Nakon što Wilma ugleda Homera, unatoč njegovim pokušajima da je drži podalje od sebe, on joj grubo pokaže kako bi težak život s njim bio. Ona ostaje mirna i daje mu do znanja da ga još voli i da se odlučila udati za nj. Homer popušta.
Sada razvedeni Fred susreće Peggy na Homerovom i Wilminom vjenčanju. Nakon svečanosti, Fred prilazi Peggy i uzme je, rekavši kako će njihov zajednički život biti teška borba. Ona ga pogleda s nepokolebljivom ljubavlju.

## Glumci
- Fredric March - Al Stephenson
- Dana Andrews - Fred Derry. Andrews je bio u srednjim tridesetima, deset godina stariji od svog lika.
- Harold Russell - Homer Parish. Russell se isprva nije trebao pojavljivati u reklamama za film.
- Teresa Wright - Peggy Stephenson
- Myrna Loy - Milly Stephenson
- Virginia Mayo - Marie Derry
- Cathy O'Donnell - Wilma Cameron
- Hoagy Carmichael - Stric Butch

## Kritike
Film je zaradio uglavnom pozitivne recenzije. Bosley Crowther iz New York Timesa je hvalio film kao remek-djelo. Napisao je, "Rijetkost je da se snimi film koji se u cjelini može prihvatiti ne samo kao odlična zabava, nego i kao hrana za mirne i ljudske misli... Tražeći svoja rješenja g. Sherwood i g. Wyler su prikazali neke od najljepših i najinspirativnijih demonstracija ljudske odvažnosti koje smo ikad mogli vidjeti na filmu." Dodao je kako je zvjezdana glumačka postava dala "najbolju izvedbu u ovom najboljem filmu u ovoj godini koji je došao iz Hollywooda."
Dave Kehr nije toliko hvalio film, ali je istaknuo zašto je film važan danas. Napisao je, "Film je vrlo ponosan na sebe, s vremena na vrijeme izražavajući prigušeno poštovanje, ponajviše zahvaljujući izvedbama Fredrica Marcha, Myrne Loy i Dana Andrews, koji na površini zadržavaju ljudski element. Ipak, duboki fokus Gregga Tolanda je ono što najviše zanima današnju publiku."

## Nagrade

### Oscari
Film je bio nominiran za sedam Oscara. Unatoč svojoj dirljivoj izvedbi koja sigurno zaslužuje nominaciju za Oscara, Harold Russell nije bio profesionalni glumac pa mu je dodijeljena počasna nagrada "za širenje nade i hrabrosti drugim veteranima kroz svoju pojavu. Ipak je osvojio Oscar za najboljeg sporednog glumca uz opće oduševljenje, čime je postao jedini glumac koji osvojio dva Oscara za istu ulogu.
- Pobjede:
  - Najbolji film - Samuel Goldwyn
  - Najbolji glumac - Fredric March
  - Najbolji sporedni glumac - Harold Russell
  - Najbolji redatelj - William Wyler
  - Najbolja montaža - Daniel Mandell
  - Najbolji originalni glazbeni broj - Hugo Friedhofer
  - Najbolji adaptirani scenarij - Robert E. Sherwood
  - Počasna nagrada - Harold Russell

- Nominacija:
  - Najbolji zvuk - Gordon Sawyer

### Zlatni globusi
- Pobjede:
  -  Najbolji film
  - Specijalna nagrada za neprofesionalnu glumu - Harold Russell

### BAFTAnagrade
- Najbolji film

### Druge nagrade
- Nagrada Nacionalnog udruženja kritičara za najboljeg redatelja: William Wyler
- Nagrade Udruženja newyorških kritičara - Najbolji redatelj: William Wyler; Najbolji film
- Bodil nagrade - Najbolji američki film, William Wyler; 1948.
- Nagrade Udruženja španjolskih filmskih kritičara - Najbolji strani film, SAD; 1948.

## Produkcija
Film je snimljen arboretumu i botaničkom vrtu u Los Angelesu; međunarodnoj zračnoj luci Ontario u  Kaliforniji, studijima Raleigh u Hollywoodu i studijima Samuela Goldwyna i Warner Brosa.
Film je poznat po korištenju tehnike dubokog fokusa, u kojoj su predmeti približeni i udaljeni od kamere u izoštrenom fokusu.

## Vanjske poveznice
- Najbolje godine naših života u internetskoj bazi filmova IMDb-a
- Detaljni sinopsis i analiza filma filma.
- Reel Classics. Članak o filmu
- Najbolje godine naših života  Arhivirana inačica izvorne stranice od 12. veljače 2004. (Wayback Machine) na stranici Golden Years.